# Jens Röhrkasten
Jens Röhrkasten (* 1959) ist ein deutscher Historiker, der hauptsächlich auf dem Gebiet der Ordensgeschichte tätig ist.

## Leben und Wirken
Jens Röhrkasten wurde nach einem Studium der Geschichte 1987 an der Freien Universität Berlin promoviert. Seit 1988 lehrt und forscht er in England. Er ist außerdem Privatdozent für Mittelalterliche Geschichte an der Universität Freiburg (Schweiz) und Lecturer in Medieval History an der University of Birmingham. Von August 2012 bis Juli 2013 hatte er eine Mercator-Gastprofessur der Deutschen Forschungsgemeinschaft an der Forschungsstelle für Vergleichende Ordensgeschichte (FOVOG) der Technischen Universität Dresden inne.
Er ist u. a. Autor von Fachpublikationen zur Geschichte der Bettelorden in England; ein Forschungsschwerpunkt liegt auf religiösen Gemeinschaften, die in enger Beziehung zu städtischen Siedlungen standen.
Röhrkasten gilt als einer der „führende[n] Vertreter der Ordenshistoriographie“.

## Schriften (Auswahl)
- Die englischen Kronzeugen 1130–1330 (= Berliner historische Studien. Band 16). Duncker & Humblot, Berlin 1990, ISBN 3-428-06982-X (Zugleich: Dissertation, Freie Universität Berlin, 1987).
- Mittelengland. Ein Kultur- und Landschaftsführer. Meyer, Frankfurt am Main 1998, ISBN 3-922057-80-2.
- The mendicant houses of medieval London 1221–1539 (= Vita regularis. Band 21). Lit, Münster 2004, ISBN 3-8258-8117-2.
- Hrsg. mit Marie-Luise Heckmann: Von Nowgorod bis London. Studien zu Handel, Wirtschaft und Gesellschaft im mittelalterlichen Europa. Festschrift für Stuart Jenks zum 60. Geburtstag (= Nova Mediaevalia. Band 4). V & R Unipress, Göttingen 2008, ISBN 3-89971-446-6.
- Hrsg. mit Michael Robson: Franciscan organisation in the mendicant context. Formal and informal structures of the friars’ lives and ministry in the Middle Ages. Lit, Münster 2010.
- Hrsg. mit Mirko Breitenstein u. a.: Rules and observance. Devising forms of communal life (= Vita regularis. Band 60). Lit, Berlin 2014, ISBN 978-3-643-90489-8.
- Hrsg. mit Jürgen Sarnowsky: Monastic finance. Studies on the economy of Benedictines, military orders, and mendicants = Klösterliche Finanzverwaltung. Studien zur Wirtschaftsführung der Benediktiner, Ritterorden und Bettelorden (= Vita regularis. Band 81). Berlin/Münster 2022, ISBN 978-3-643-15149-0.